# Gustavo Britos
Gustavo Ezequiel Britos (Pontevedra, Buenos Aires, Argentina, 20 de febrero de 1990) es un futbolista argentino. Juega de delantero y actualmente milita en el Jaguares de Córdoba de Colombia

## Trayectoria
Comenzó su carrera profesional vistiendo los colores de Defensores Unidos. De esa forma, con 19 años, realizó su debut en la temporada 2009-10 de la Primera C. Luego de un año en el club villero, fichó por el Deportivo Morón, donde –en un periodo de tres años– disputó 40 juegos y convirtió 7 anotaciones.
El 28 de junio de 2013 se concretó su fichaje por Talleres de Remedios de Escalada. Al cabo de un año, con 32 juegos disputados y 3 goles anotados, se trasladó a Argentino de Merlo.
El 18 de junio de 2015 se anunció su venta al Trujillanos del fútbol venezolano. Debutó con anotación incluida el 19 de julio, contra Deportivo Táchira en el empate de visita por 1 a 1. Con Trujillanos disputó la Copa Libertadores 2016, en la cual enfrentó a rivales como São Paulo y River Plate.
El 12 de agosto de 2016 se trasladó al fútbol griego con el Olympiakos Volou, pero a los seis meses retornó a Venezuela fichado por el Metropolitanos.
El 17 de febrero de 2021 el CSD Municipal, anunció su incorporación al club para encarar el torneo guatemalteco.

## Clubes
| Club                | País      | Año           |
| ------------------- | --------- | ------------- |
| Defensores Unidos   | Argentina | 2009 - 2010   |
| Deportivo Morón     | Argentina | 2010 - 2013   |
| Talleres RdE        | Argentina | 2013 - 2014   |
| Argentino de Merlo  | Argentina | 2014 - 2015   |
| Trujillanos         | Venezuela | 2015 - 2016   |
| Olympiakos Volou    | Grecia    | 2016          |
| Metropolitanos      | Venezuela | 2017          |
| Blooming            | Bolivia   | 2018          |
| Deportivo Pasto     | Colombia  | 2019          |
| ACD Lara            | Venezuela | 2019          |
| Always Ready        | Bolivia   | 2020          |
| CSD Municipal       | Guatemala | 2021 - 2022   |
| Club Cipolletti     | Argentina | 2022          |
| Atlético Huila      | Colombia  | 2022 - 2023   |
| Deportivo Pasto     | Colombia  | 2023 - 2024   |
| Jaguares de Córdoba | Colombia  | 2024 - Actual |

## Palmarés

### Campeonatos nacionales
| Título          | Club         | País    | Año  |
| --------------- | ------------ | ------- | ---- |
| Torneo Apertura | Always Ready | Bolivia | 2020 |